# Прапор Аруби
Прапор Аруби — один з офіційних символів Аруби, затверджений 18 березня 1976 року. День прийняття прапора є головним державним святом. Сторони прапора співвідносяться в пропорції 2:3.

## Опис
Прапор являє собою світло-синє полотнище. У лівому верхньому куту зображено чотирипроменеву зірку червоного кольору з білою облямівкою. В нижній частині стяга розташовані дві золоті смуги однакової товщини.

## Трактування елементів прапора
Елементи прапора Аруби позначають наступне:
- Синій колір позначає небо, море, надію і віру жителів острова.
- Золоті смуги позначають природні багатства, а також символізують відокремлення Аруби від Нідерландських Антильських островів (острів має автономний статус).
- Чотирипроменева зірка символізує острів посеред моря, заселений людьми з чотирьох кінців світу, що говорять чотирма мовами: іспанською, нідерландською, англійською та мовою пап'яменто. Червоний колір символізує розвинене раніше гончарство та корінних мешканців острова араваків.
- Біла облямівка позначає розташовані з усіх боків острова піщані пляжі.